# Vittorio Garatti

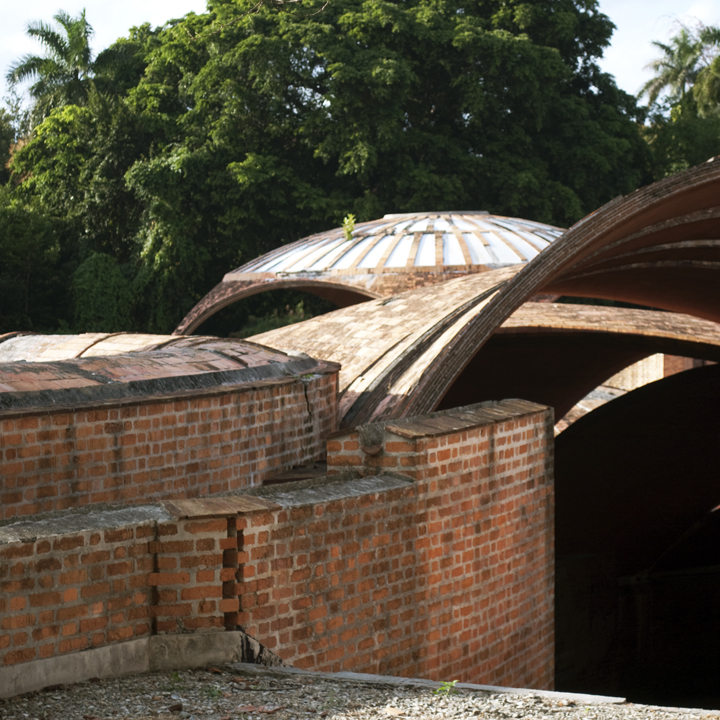
La Escuela de Ballet, en la Escuela Nacional de Arte (1961-65)

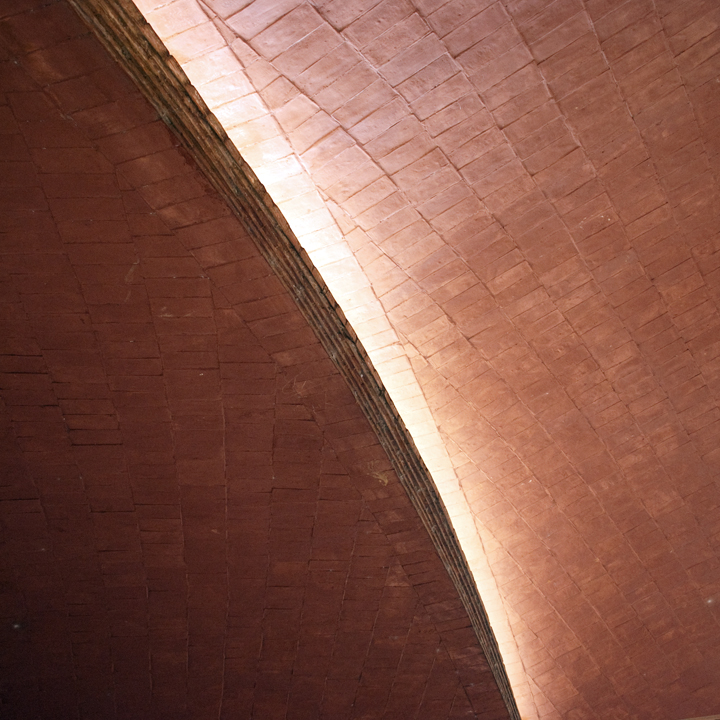
Escuela de Ballet: ejemplo di utilizo de la bóveda tabicada en terracota

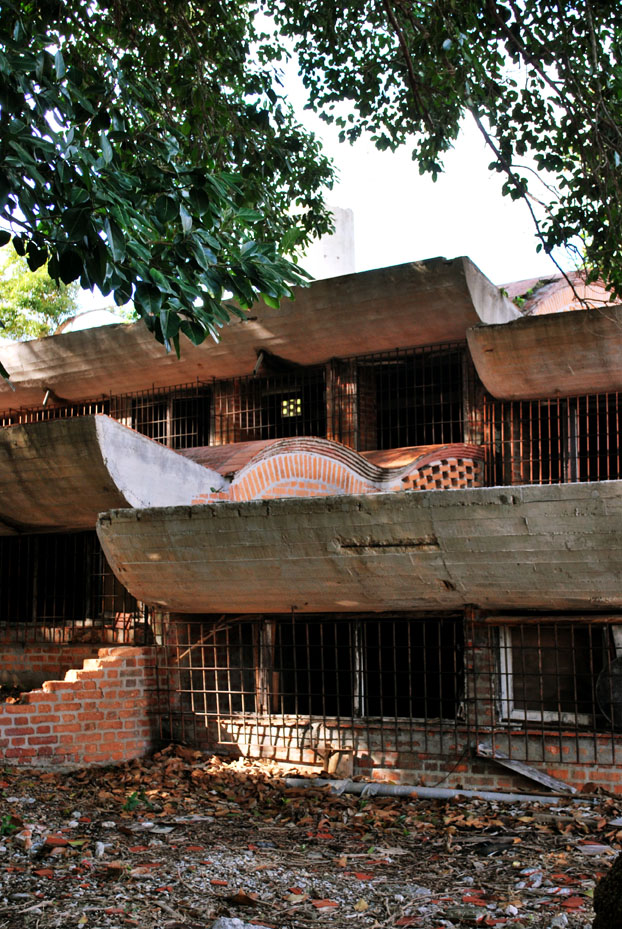
Vittorio Garatti - Escuela de Música

Vittorio Garatti (Milán, 6 de abril de 1927-Milán, 12 de enero de 2023) fue un arquitecto italiano.

## Vida
En 1957 Garatti se graduó de arquitecto en el Politecnico di Milano, donde Ernesto Nathan Rogers fue un maestro de gran influencia. Guido Canella y Gae Aulenti fueron sus compañeros de clase. Ese mismo año, Garatti partió hacia Venezuela, donde encontró empleo en el proyecto Banco Obrero dirigido por el arquitecto Carlos Raúl Villanueva, y comenzó a dar clases en la Universidad Central de Venezuela. Garatti como el arquitecto y compañero de proyecto de Banco Obrero Roberto Gottardi, había sido un joven participante en el debate de posguerra en Italia contra el Racionalismo, una crítica liderada por figuras como Ernesto Nathan Rogers, Carlo Scarpa, Mario Ridolfi, Giuseppe Samonà y Bruno Zevi.
En el Proyecto Banco Obrero, Garatti conoció al arquitecto cubano Ricardo Porro expatriado en Caracas desde 1957. Después de la victoria de la Revolución Cubana, Porro regresó a Cuba y en 1960 fue designado por Fidel Castro como jefe de diseño para la nueva Escuela Nacional de Arte de La Habana. En 1961 Porro invitó a Gottardi y Garatti a unirse a él en el proyecto concebido como un conjunto de arquitectura de geometría orgánica, construido haciendo uso extensivo de la bóveda tabicada de tradición arquitectónica hispana.  Garatti es autor del diseño detallado de la Escuela de Ballet y de la Escuela de Música. 
La Escuela Nacional de Arte de La Habana, ha sido considerada como una de las experiencias arquitectónicas más singulares de la segunda mitad del siglo XX. Es una de las pocas obras arquitectónicas que se han desarrollado en Cuba durante el periodo posterior a la Revolución Cubana. Su promoción fue decidida directamente por Fidel Castro y Ernesto Guevara, tras una partida de golf en el mismo campo que sirvió de emplazamiento para las escuelas (del que existen numerosos testimonios fotográficos). 
Inicialmente los tres arquitectos contaron con libertad presupuestaria e independencia total en las decisiones de diseño. Fueron ellos los que decidieron la localización de cada unos de los cuatro edificios que las componen, y los que decidieron quién entre ellos desarrollaría en detalle cada uno de los edificios.
En 1963 el inesperado coste de los edificios y la singularidad de su diseño, provocó numerosas denuncias de derroche económico y debilidad burguesa. Estas denuncias terminaron por debilitar los apoyos que el proyecto tenía y finalmente las escuelas fueron abandonadas sin ni siquiera ser completada su construcción. Y tras un periodo de abandono del edificio que contribuyó a su profundo deterioro.